# Antonio Smareglia
Antonio Smareglia (Pula, 5 mai 1854 – Grado, 15 avril 1929) est un compositeur italien, auteur d'opéras à grand succès entre le XIXe et le XXe siècle. Partant d'une première tendance wagnérienne, atténuée par la référence des derniers opéras de Verdi, il s'oriente vers un drame plus abstrait et symbolique dans le triptyque de Silvio Benco.

## Biographie
Antonio Francesco Smareglia est né à Pula dans un territoire austro-hongrois le 5 mai 1854 d'un père italien Francesco, propriétaire terrien originaire de Dignano et d'une mère croate Julija Štiglić originaire de Ičići. Après les premières années de son enfance passées dans son Istrie natale et à Pula, Smareglia a d'abord déménagé à Gorizia pour des raisons d'études, puis à Vienne et enfin à Graz.
En 1871, il s'inscrit au Conservatoire de Milan avec pour professeur le célèbre chef d'orchestre Franco Faccio.
Dans la seconde moitié des années 1870, il entre en relations avec Arrigo Boito et avec les cercles de la Scapigliatura milanaise. Son poème symphonique Leonora a été sélectionné pour l'Exposition universelle de Paris (1878).
Ses débuts ont lieu au Teatro Dal Verme de Milan le 19 novembre 1879 avec l'opéra Preziosa (it) (livret d'Angelo Zanardini, d'après Henry Wadsworth Longfellow) , suivi de Bianca da Cervia (it) (livret de Fulvio Fulgonio) (7 février 1882). Ces premières créations ont été bien accueillies tant par la critique que par le public italien de l'époque, même sans pouvoir s'insérer dans le grand répertoire lyrique.
Le Re Nala (it) (livret de Vincenzo Valle d'après la trilogie dramatique Il re Nala d'Angelo De Gubernatis inspirée du Mahābhārata), quant à lui, présenté pour la première fois au Teatro La Fenice de Venise en 1887, a été un échec total et s'est fait huer bruyamment par les spectateurs présents. Le fiasco a certainement été préparé par Giulio Ricordi, avec lequel Smareglia avait eu de sérieux démélés, à la fois de nature musicale et sentimentale. Smareglia a détruit alors la partition, mais il a adapté les meilleurs passages dans l'opéra Pittori fiamminghi et dans d'autres ouvrages.
Antonio Smareglia avait épousé Maria (dite Jetti) Polla (1864-1918), mariée à Pula très jeune, âgée seulement de 17 ans. Le couple a eu cinq enfants Ariberto (1889-1944), Mario (1891-1935) ainsi que les filles Giulia (1886-1962), Maria (1892-1962) et Silvia (1894-1991).

### Succès

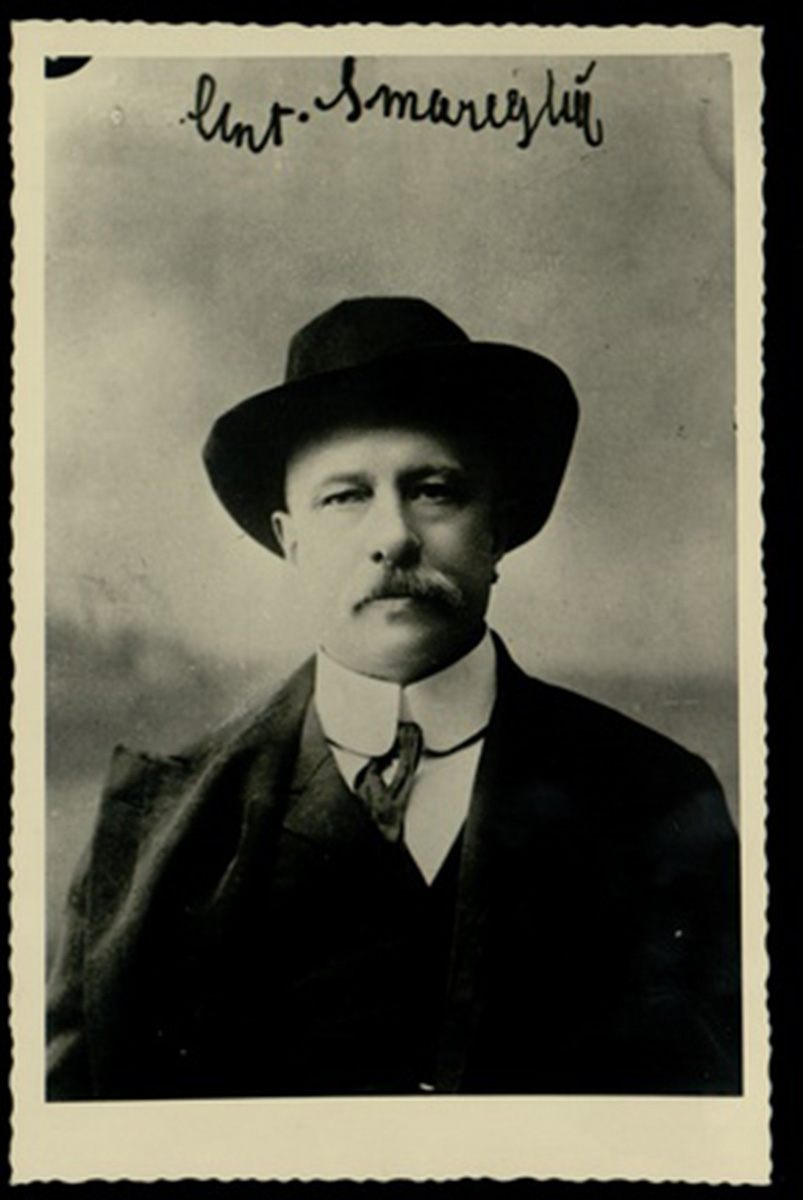
Portrait d'Antonio Smareglia, compositeur

Son premier, grand succès, Smareglia l'obtiendra le 4 octobre 1889 au Hoftheater à Vienne, avec Il vassallo di Szigeth (it) dirigé par Hans Richter, sur un livret de Luigi Illica et Francesco Pozza, traduit en allemand par Max Kalbeck. L'œuvre qui a pour thème un épisode se déroulant en Hongrie au XIIIe siècle, a été acclamée dans de nombreux théâtres européens et aussi au Metropolitan Opera de New York, où elle a été jouée, en allemand, en 1890,. L'opéra a été rejoué à  Prague le 20 mai 1893 en tchèque, puis à Dresde le 6 juin, sous la direction de Ernst von Schuc. Il a été repris au Hofoper de Vienne le 23 novembre 1894, avec Richter. Une fois révisé et rebaptisé Pittori fiamminghi, il a été joué à Trieste le 21 janvier 1928.
Son opéra suivant, Cornill Schut, (parfois appelé Cornelius Schut), a connu également un grand succès d'abord à Prague (1893), puis à Dresde, Munich et Vienne. La création en Italie a eu lieu le  17 février 1900 à Trieste. L'action se déroule dans et autour d'Anvers entre 1600 et 1630, et se concentre sur le personnage principal, un peintre qui veut atteindre la gloire éternelle avec son art.
Le 28 mars 1895, le compositeur s'impose à Trieste, avec les Nozze istriane avec un livret de Luigi Illica, certainement son œuvre la plus populaire et la plus significative, mais certainement pas la meilleure. L'action se déroule à Dignano, à l'époque contemporaine. L'opéra est imprégné de couleur locale et s'inspire du folklore istrien. Il ne craint pas d'avoir des côtés humoristiques. Nozze istriane est également plébiscité à Vienne et dans de nombreux théâtres européens importants de l'époque (Prague, Berlin, etc.) mais il peine à s'imposer dans le royaume d'Italie où il est présenté pour la première fois au public du Teatro La Fenice à Venise seulement en 1905. Ce n'est pas surprenant, car Smareglia était un fervent adepte de Wagner et sa musique a une filiation clairement post-wagnérienne.
Smareglia rencontre à ce moment le poète et écrivain de Trieste Silvio Benco (1874-1949). Leur collaboration qui s'est poursuivie dans trois nouveaux opéras (La falena, Oceàna, Abisso) refuse de se plier au style des opéras italiens de cette époque. Ils ont baptisé leurs créations de théâtre de poésie. Ce théâtre donnait la place principale au poète et la musique se libérait de l'action pour créer l'ambiance qui devait imprégner toute l'œuvre . Cependant, l'idée de Benco, accueillie avec enthousiasme par Smareglia, de « racheter » la musique italienne au nom de Wagner s'avérera fausse, et cela a lentement conduit Smareglia dans une impasse, dans un véritable isolement culturel.
L'opéra La falena a été joué au Théâtre Rossini de Venise le 4 septembre 1897 sous la direction de Gialdino Gialdini. L'action se situe dans un espace et un temps éloignés (« aux premiers temps chrétiens sur une côte européenne de l'Atlantique ». Une femme fatale est prisonnière de son amour pour un jeune roi nommé Stellio. La musique plaisait, libérant grandeur, mysticisme et beauté harmonique.
La falena était le premier d'une trilogie d'œuvres qui trouvera son accomplissement avec Oceàna dirigé par Arturo Toscanini à la Scala de Milan le 22 janvier 1903 et avec Abisso créé le 10 février 1914 également à la Scala, sous la direction de Tullio Serafin. Dans Oceàna, selon Benco, l'opéra devait donner « un’impressione continua di fantasmagoria in un regno di pura musica (une impression continue de fantasmagorie dans un royaume de musique pure) ». Le sujet de Abisso est la bataille de Legnano, 1176. Smareglia emploie un orchestre somptueux et opulent qui enveloppe les airs dans la trame symphonique.

### Derniers opéras

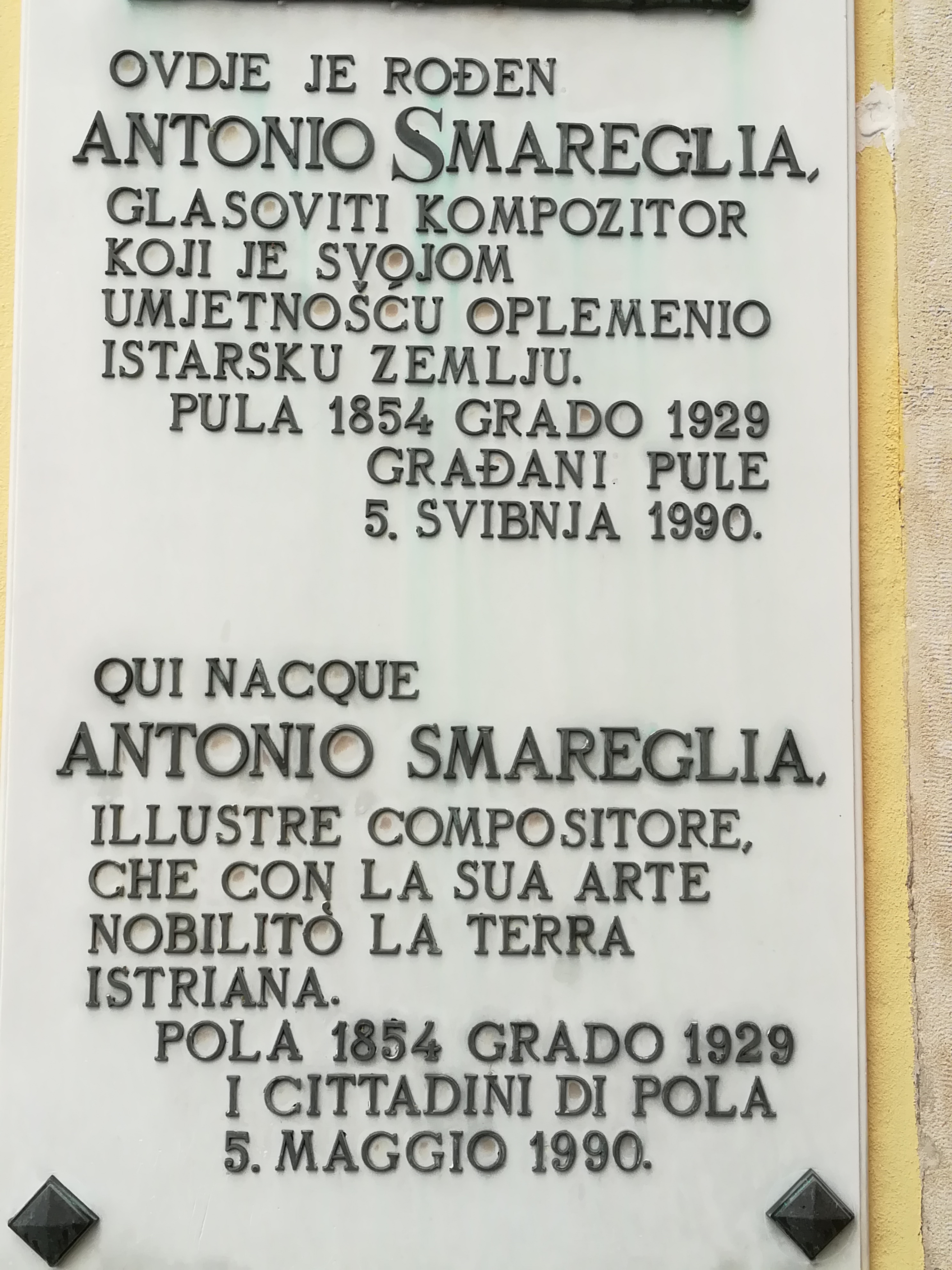
Plaque à Pula.

En 1900, Smareglia, à la suite d'une opération de la cataracte non réussie,, a perdu complètement la vue. Ses deux derniers opéras ont été ainsi composés en les dictant à sa femme, à son fils Mario et à ses élèves. En 1921, il a été nommé professeur au conservatoire de Trieste. Ses dernières années se sont déroulées dans des conditions modestes voire difficiles. Il a reçu le secours de bienfaiteurs, comme l'éditeur Carlo Saiz.
À la mort d'Arrigo Boito, Toscanini a proposé à Smareglia de terminer l'opéra Nerone  laissé inachevé par le grand écrivain et artiste d'opéra de Padoue. Ayant accepté cette mission, le compositeur, après avoir achevé l'œuvre, en a été inexplicablement privé et chassé, sans explications, par Toscanini lui-même. Une explication plausible pourrait être celle d'avoir exposé des doutes sur la validité effective de l'œuvre au chef d'orchestre au caractère colèreux et dictatorial. Toscanini a fait ensuite terminer l'œuvre par Vincenzo Tommasini.
Peu de temps avant sa mort, Antonio Smareglia a procédé à une refonte radicale de son opéra Cornill Schut, et l'a proposée au public de Trieste en 1928 sous le titre de Pittori fiamminghi (it). Cela a été son dernier succès. Le 15 avril 1929, il est mort à Grado des suites de l'aggravation de son état de santé : il souffrait d'une tumeur à la gorge.

## Compositions

### Opéras
| Titre                       | Genre                | Actes | Livret                                                                            | Première         | Ville, théâtre           |
| --------------------------- | -------------------- | ----- | --------------------------------------------------------------------------------- | ---------------- | ------------------------ |
| Caccia lontana              | scène mélodramatique | 1     | Giovanni Pozza (it)                                                               | 10 août 1875     | Milan, Conservatoire     |
| Preziosa (it)               | drame lyrique        | 3     | Angelo Zanardini (it) (d'après The Spanish Student de Henry Wadsworth Longfellow) | 20 novembre 1879 | Milan, Teatro Dal Verme  |
| Bianca da Cervia (it)       | drame lyrique        | 4     | Fulvio Fulgonio,                                                                  | 7 février 1882   | Milan, la Scala          |
| Re Nala (it)                | mélodrame            | 4     | Vincenzo Valle                                                                    | 9 février 1887   | Venise, la Fenice        |
| Il vassallo di Szigeth (it) | opéra séria          | 3     | Luigi Illica et Francesco Pozza                                                   | 18 juin 1889     | Vienne, Hofoper          |
| Cornill Schut               | drame lyrique        | 3     | Luigi Illica                                                                      | 20 mai 1893      | Prague, Théâtre national |
| Nozze istriane              | drame lyrique        | 3     | Luigi Illica                                                                      | 28 mars 1895     | Trieste, Teatro Comunale |
| La falena                   | légende              | 3     | Silvio Benco                                                                      | 6 septembre 1897 | Venise, Teatro Rossini   |
| Oceàna                      | comédie fantastique  | 3     | Silvio Benco                                                                      | 22 janvier 1903  | Milan, la Scala          |
| Abisso                      | drame lyrique        | 3     | Silvio Benco                                                                      | 10 février 1914  | Milan, la Scala          |
| Pittori fiamminghi (it)     | drame lyrique        | 3     | Luigi Illica                                                                      | 21 janvier 1928  | Trieste, Teatro Verdi    |

### Autres
- Quattro canti pour voix et piano (Milan, 1875)
  1. Nell'onde chiare
  2. Ruba ai fior
  3. Una mesta sospirando (ballata)
  4. Deh! Spegni, o Dio
- Leonora, symphonie descriptive (Milan, 1877)
- Barcarola, pour piano (Milan, 1884)
- Inno dei canottieri istriani, per chœur masculin à 4 voix et piano, texte de Nazario Stradi (Pula, 1886)
- Ruhelos! (Senza pace!), pour voix et piano, texte de Felix Falzari (Vienne, 1896)
- Inno a Tartini, per voci e banda, texte de Silvio Benco (Trieste, 1896)
- Oceàna, suite pour orchestre. Aussi pour piano à 2 ou 4 mains (Milan, 1902)
- Due canzoni gradesi, pour voix et piano, textes de Biagio Marin (Trieste, 1929)
  - Per le strae solesae
  - Co sarè morto
- Tre canti sacri, pour voix et piano
  - Salve regina (Trieste, 1919)
  - Pater noster (Trieste, 1929)
  - Ave Maria (Trieste, 1929)
- Cantico a Maria, per voci bianche e organo, texte de Monsignor Cleva (1930)
- Liriche pour voix et piano (opera omnia a cura di Luigi Donorà, Udine, 1989)

## Place de la musique de Smareglia
Smareglia n'a pas eu beaucoup de chance avec ses œuvres. En plus de l'isolement culturel, qui a été évoqué, et de la disparition de la zone d'influence de l'Empire austro-hongrois, qui faisait de lui pratiquement un « étranger chez lui », sa musique a une évidente connotation centre-européenne. La calomnie selon laquelle « il portait malheur » lancée avec une ruse diabolique à Milan, après la représentation d'Oceàna, a énormément contribué à son isolement. Cette méchanceté lancée contre lui a été perpétrée par le journaliste de Trieste Stefani, qui voulait le punir pour sa non-adhésion à la cause irrédentiste pendant la Première Guerre mondiale. Stefani s'est beaucoup excusé par la suite, mais malheureusement la calomnie a énormément pris racine à Trieste et dans la Vénétie julienne et est encore très ressentie aujourd'hui.
Mais le vrai problème de Smareglia, comme de nombreux compositeurs qui ont été ses élèves et qui donneront plus tard naissance à la Trieste Music School, était celui d'une musique clairement d'Europe centrale, considérée par les Italiens comme trop autrichienne ou slave, et par les peuples centre-européens comme trop italienne. On a affaire à une musique d'une zone frontière, qui ne peut être classée ni d'un côté ni de l'autre de manière précise. Elle constitue un véritable cas dans l'Europe musicale, engendré par le mélange de diverses traditions typiques de l'Istrie et de Trieste.
Sur tous ces problèmes et sur l'œuvre du compositeur, la musicologie s'est généralement abstenue ou s'est limitée à quelques essais, généralement d'une portée limitée. La lacune a été comblée en 2004 par la biographie complète de Smareglia contenant l'analyse complète de toute sa production musicale et de sa vie tourmentée, Le opere di Antonio Smareglia (Les œuvres d'Antonio Smareglia), écrite par le musicologue de Trieste Paolo Petronio.

## Concours international de composition "Antonio Smareglia"
L'Accademia di Studi Pianistici “Antonio Ricci” a créé en 2009 à Udine un concours international de composition "Antonio Smareglia". Le 6e concours a été ouvert en 2020, organisé par l'Accademia di Studi Pianistici “Antonio Ricci” et Società Filologica Friulana.